# Mercedes de la Merced Monge
Mercedes de la Merced Monge (Sòria, 31 d'octubre de 1960 - Madrid, 5 de maig de 2013) fou una política espanyola del Partit Popular.

## Biografia
Molt vinculada al món de la política des de la seva primera joventut, el 1976, amb tan sols 15 anys accedeix al lloc de secretària provincial de Joventuts d'Unió de Centre Democràtic a la seva terra natal, arribant a figurar en les llistes d'aquest partit a les eleccions generals espanyoles de 1979.
Després de llicenciar-se en Filosofia i Lletres per la Universitat de Saragossa el 1982, començà la seva carrera administrativa, després d'aprovar les oportunes oposicions el 1983, al Consell General de Castella i Lleó. Després de passar per diversos llocs en l'Administració autonòmica castellanolleonesa – on coincidí amb el llavors President José María Aznar–, el 1990 es traslladà a Madrid per iniciar la seva carrera política en el Partit Popular.
Llavors fou nomenada secretària nacional de Política Municipal i Autonòmica del Partit i un any més tard escollida regidora de l'Ajuntament de Madrid. Fou escollida diputada a les eleccions al Parlament Europeu de 1994, però el 1995 deixà l'escó i fou nomenada tercer tinent d'alcalde a Madrid.
En 1999 la nomenaren coordinadora nacional de formació i programes del PP. Al maig de 2000 passà a ser primer tinent d'alcalde en l'equip de govern de l'alcalde de Madrid José María Álvarez del Manzano, ocupant el lloc fins a les eleccions de 2003.
Des de 1996 fou Secretària General de la Unió de Ciutats Capitals Iberoamericanes (UCCI). Fou escollida diputada a les eleccions generals espanyoles de 2004, però renuncià al seu escó. Des del 2007 fou Presidenta de Dones en Igualtat.
Fou imputada a l'escàndol de les participacions preferents de Bankia en haver estat membre del Consell d'Administració de Bankia i consellera de la seva matriu, el Banco Financiero y de Ahorros (BFA). També va estar implicada a l'escàndol de les targetes opaques de la mateixa entitat. Entre el 3 de gener de 2004 i el 20 de desembre de 2011 va fer un total de 1618 compres amb càrrec a la caixa, per una quantitat total de 284.404 €. Entre les despeses més habituals de la consellera hi ha les realitzades en joieries i restaurants de luxe, així com botigues de roba, cosmètica, o joguines.
Va morir a Madrid el 5 de maig de 2013, després que se li hagués detectat un càncer poc abans.